# Плач в лесу
«Плач в лесу», в некоторых источниках — «Тот, кто боится волков» (норв. Den som frykter ulven) — норвежский детективный триллер, снятый в 2004 году.

## Сюжет
Детектив Карстен Сков дорабатывает последний рабочий день перед возвращением в Данию. Однако поездка не удаётся. У Карстена два новых дела. В них фигурируют грабитель банка, пожилая женщина, мальчик-лучник и пациент психиатрической клиники. Всё очень запутанно и загадочно, но благодаря поддержке коллег Карстену удаётся докопаться до правды.

## Слоган
«The one who fears the Wolf, should not go into the Woods»

## В ролях
- Ларс Бом — Карстен Сков
- Кристоффер Йонер — Эркки Йорма
- Лайла Гуди — Сара Раск
- Стиг Хенрик Хофф — Морган
- Аксель Хенни — Стефан
- Кьерсти Эльвик — Агги
- Финн Шо — Йорген
- Фритьов Сохейм — Кристоффер Скарин
- Харольд Уильям Борг Уидон — Канник
- Пол Сверре Валхейм Хаген — полицейский